# Pomorski Športski Klub
Le Pomorski Športski Klub ou POŠK est un club croate de water-polo installé à Split.

## Historique
Le club est créé en 1937.
Alors en Yougoslavie, le club remporte deux coupes d'Europe des vainqueurs de coupe dans la première moitié des années 1980.
Après l'indépendance de la Croatie, il remporte le titre de champion national de la saison 1997-1998, transformé l'année suivante en victoire dans la coupe d'Europe des clubs champions.
En mai 2010, le club annonce qu'un tribunal a bloqué le compte bancaire de l'association sportive en raison d'une procédure financière concernant des dettes. Lors d'une assemblée extraordinaire, le club pourrait être déclaré en faillite,.

## Palmarès masculin
- 1 supercoupe d'Europe : 1984[3].
- 1 coupe d'Europe des clubs champions : 1999[3].
- 2 coupe d'Europe des vainqueurs de coupe : 1982 et 1984[3].
- 1 titre de champion de Croatie : 1998.
- 1 coupe de Croatie : 2000.